# Miquel d'Oms i de Sentmenat
Miquel d'Oms i de Sentmenat (? - 1576) fou canonge i sagristà d'Elna i abat de Santa Maria d'Arles (1564-1576) i el 59è President de la Generalitat de Catalunya (1548-1551), elegit el 22 de juliol de 1548, i de Catalunya (1560-1563).

## Biografia
El seu llinatge provenia del castell d'Oms. Era fill de Berenguer VI d'Oms i de Perapertusa (?-1541) i d'Anna de Sentmenat i de Pau, senyora de Rubí. Era germà d'Antoni I d'Oms de Santapau i de Sentmenat, cavaller de l'orde de Sant Jaume.
En aquest mandat continuaren les tensions a la zona de Perpinyà per les actuacions del lloctinent, en aquest cas Joan Fernández Manrique de Lara, contràries a les institucions catalanes. La fustigació dels francesos ja feia uns anys que comportava l'estada de tropes reials a la zona fronterera i una superposició d'autoritats. En aquesta ocasió, els soldats havien sortit de la ciutadella per a instal·lar-se a les cases, d'algunes de les quals havíem desallotjat als seus propietaris. La Generalitat és informada i envià una representació de braços a Perpinyà per parlar amb el lloctinent i un altre a Alemanya per parlar amb el rei. Aquesta segona estava encapçalada per Miquel d'Oms.